# Rio Swan

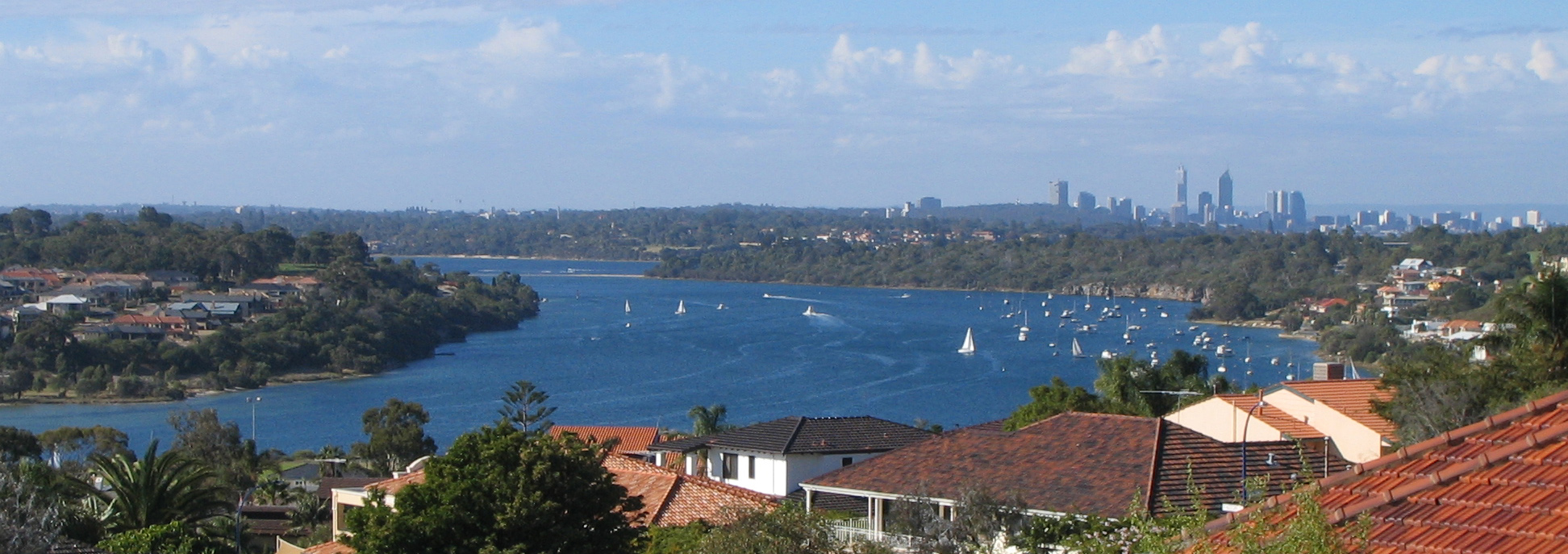
Rio Swan visto de Fremantle.

O Rio Swan é um rio australiano localizado no estado da Austrália Ocidental. É uma continuação do rio Avon, o qual nasce no Parque Nacional Walyunga e percorre um trecho de 67 km até tornar-se o Rio Swan. Ao todo o Rio Swan-Avon percorre 280 km, desde Wickepin até Fremantle, até desaguar no oceano Índico. O rio oferece várias oportunidades de lazer, para moradores e turistas, na cidade de Perth.